# Team New Zealand (NZL 92)
Team New Zealand es el yate con el número de vela distintivo NZL 92 de la Clase Internacional Copa América.
Navega bajo pabellón neozelandés y pertenece al equipo Team New Zealand.
En 2007 venció en las Challenger Selection Series (Copa Louis Vuitton), por 5-0, al Luna Rossa, del equipo italiano Luna Rossa Challenge, y participó en la 32 edición de la Copa América, en Valencia, cayendo derrotado ante el Alinghi. 
El Team New Zealand fue el barco elegido por el equipo neozelandés Team New Zealand para disputar las 7 regatas de su enfrentamento contra el Alinghi del equipo suizo Alinghi, ganando 2 de ellas y siendo derrotado en las 5 restantes.

## Datos
- Número de vela: NZL 92
- Nombre: Team New Zealand
- Club: Real Escuadrón de Yates de Nueva Zelanda
- Pabellón: Nueva Zelanda
- Propietario: Team New Zealand
- Constructor:  Cookson Boatbuilders, North Shore, Auckland
- Velas: North Sails
- Diseño:Marcelino Botin, Clay Oliver y Nick Holroyd
- Construido: 2006
- Botadura: 19 de octubre de 2006
- Rating: IACC